# Santa Rita (Zúlia)
Santa Rita é um município da Venezuela localizado no estado de Zúlia. A sua capital é a cidade homónima.